# IndyCar Series (jogo eletrônico)
IndyCar Series é um jogo de corrida baseado na maior categoria de automobilismo dos Estados Unidos produzido pela Brain in a Jar e distribuído pela Codemasters, foi lançado em 21 de maio de 2003 para o PlayStation 2, Xbox e PC.
No jogo, a clássica pintura branca e vermelha da Penske foi substituída por uma pintura preta, pois é proibida a aparição de empresas de tabaco e bebidas alcoólicas em jogos eletrônicos.

## Modos de jogo

### Quick Race
Neste modo, permite-se ao jogador correr em qualquer pista da IndyCar Series nas dificuldades Easy, Medium e Pro.

### IndyCar Series
Neste modo de jogo, consiste ao jogador participar da temporada da Indy Racing League de 2002, desde o Homestead-Miami Speedway até a segunda edição do Texas Motor Speedway.

### Indianápolis 500
Neste modo, o jogador desfruta da pista mais famosa e popular de toda IndyCar Series: o Indianapolis Motor Speedway. Este modo permite que o jogador dispute a partir do Pole Day, passando pelo Bump Day, até o dia da corrida onde se corre contra mais 32 pilotos, além do jogador.

### Masterclass
Neste modo o jogador pode melhorar suas técnicas de corrida em relação aos outros pilotos adversários, para assim melhorar seu desempenho em cada estilo de corrida que lhe dão Maximização de performance nas corridas.

### Multiplayer
Neste modo de dois jogadores somente é possível jogar contra 8 adversários, e a largada não é em movimento.

## Pilotos
| N° | Motorista          | Equipe                   | Patrocinador    | Chassi  | Motor     | Pneu |
| 3  | Hélio Castroneves  | Team Penske              | Marlboro        | Dallara | Chevrolet | F    |
| 6  | Gil de Ferran      | Team Penske              | Marlboro        | Dallara | Chevrolet | F    |
| 4  | Sam Hornish, Jr.   | Panther Racing           | Pennzoil        | Dallara | Chevrolet | F    |
| 15 | Dan Wheldon        | Panther Racing           | Pennzoil        | Dallara | Chevrolet | F    |
| 51 | Eddie Cheever, Jr. | Red Bull Cheever Racing  | Red Bull        | G-Force | Infiniti  | F    |
| 52 | Buddy Rice         | Red Bull Cheever Racing  | Red Bull        | G-Force | Infiniti  | F    |
| 7  | Al Unser, Jr.      | Kelley Racing            | Corteco         | Dallara | Chevrolet | F    |
| 8  | Scott Sharp        | Kelley Racing            | Delphi          | Dallara | Chevrolet | F    |
| 78 | Tony Renna         | Kelley Racing            | Kruse           | Dallara | Chevrolet | F    |
| 24 | Robbie Buhl        | Dreyer & Reinbold Racing | Purex           | G-Force | Infiniti  | F    |
| 23 | Sarah Fisher       | Dreyer & Reinbold Racing |                 | G-Force | Infiniti  | F    |
| 20 | Richie Hearn       | Sam Schmidt Racing       |                 | Dallara | Chevrolet | F    |
| 11 | Eliseo Salazar     | A. J. Foyt Enterprises   |                 | Dallara | Chevrolet | F    |
| 14 | Airton Daré        | A. J. Foyt Enterprises   |                 | Dallara | Chevrolet | F    |
| 34 | Laurent Redon      | Mi-Jack Conquest         |                 | Dallara | Chevrolet | F    |
| 12 | Shigeaki Hattori   | Bradley Motorsports      | Epson           | Dallara | Chevrolet | F    |
| 31 | George Mack        | 310 Racing               |                 | G-Force | Chevrolet | F    |
| 10 | Robby McGehee      | Cahill Racing            |                 | Dallara | Chevrolet | F    |
| 9  | Jeff Ward          | Chip Ganassi Racing      | Target/Fujifilm | G-Force | Chevrolet | F    |
| 22 | Tomas Scheckter    | Chip Ganassi Racing      | Target/Fujifilm | G-force | Chevrolet | F    |
| 98 | Billy Boat         | CURB/Boat Indy Racing    | CURB            | Dallara | Chevrolet | F    |
| 21 | Felipe Giaffone    | Mo Nunn Racing           | Hollywood       | G-Force | Chevrolet | F    |
| 2  | Jaques Lazier      | Team Menard              | John's Manville | Dallara | Chevrolet | F    |
| 27 | Dario Franchitti   | Team Green               | 7-Eleven        | Dallara | Chevrolet | F    |

## Pilotos fictícios
Existem em ICS 21 pilotos controlados pelo jogo, existindo apenas no modo Indy 500. Alguns possuem patrocínio estampado em seus carros, outros não.
| #  | Piloto          | Equipe                | Patrocínio            | Chassis-motor      |
| -- | --------------- | --------------------- | --------------------- | ------------------ |
| 17 | Tony Goodwin    | Dynamic Reality       | Dynamic Reality       | G-Force-Chevrolet  |
| 19 | James Vinn      | Sunwood Motorsport    | Sunwood Motorsport    | Dallara-Chevrolet  |
| 25 | Paul Botaan     | Team Blue Spectrum    | Blue Spectrum         | Dallara-Chevrolet  |
| 26 | Glen Lucy       | Team Emerald          | Emerald               | G-Force-Chevrolet  |
| 30 | Bob Gerald      | Team Blue Spectrum    | Blue Spectrum         | Dallara-Chevrolet  |
| 33 | Brian Jaques    | Crisp Racing Teams    | Crisp                 | G-Force-Chevrolet  |
| 35 | Carlos Daltoni  | Cold Steel Racing     | Cold Steel            | Dallara-Chevrolet  |
| 39 | Martin Anderson | Hat World Team        | Lids Hat World        | Dallara-Chevrolet  |
| 53 | Lenny Hinge     | Blue Two Team Car     | Sem patrocínio        | Dallara-Infiniti   |
| 58 | Gareth Lane     | Team Lane             | Reebok                | Dallara-Cheverolet |
| 61 | Tom King        | Bob Brockhurst Racing | Bob Brockhurst Racing | Dallara-Cheverolet |
| 64 | Gerald Sun      | Team Foil Racing      | Foil                  | Dallara-Chevrolet  |
| 66 | Kyle Kershaw    | Team Blue Spectrum    | Blue Spectrum         | Dallara-Chevrolet  |
| 70 | Oli Wheelwright | Technical Racing      | Technical             | Dallara-Chevrolet  |
| 73 | Bob Williams    | Flamebrend            | Flamebrend            | Dallara-Chevrolet  |
| 75 | Sam Errat       | Team Polsky           | Polsky                | G-Force-Chevrolet  |
| 77 | Edson Richards  | Team Garside          | Garside               | Dallara-Chevrolet  |
| 81 | John Trickle    | Cold Steel Racing     | Cold Steel            | Dallara-Chevrolet  |
| 88 | Michael Shoal   | Shoal Racing          | Shoal                 | Dallara-Chevrolet  |
| 90 | Matt Angelus1   | Team Angelus          | Angelus               | N/A                |
| 97 | Mike Dane       | Team Smile Racing     | Dane/Smile            | Dallara-Chevrolet  |

Nota: 1 Matt Angelus, um dos pilotos fictícios de ICS, não é incluído em nenhuma corrida em função de ser "dispensado" ou sofrer um acidente, uma vez que seu carro não se classificava.

## Pistas
- Homestead-Miami Speedway
- Phoenix International Raceway
- Auto Club Speedway
- Nazareth Speedway
- Indianapolis Motor Speedway
- Texas Motor Speedway
- Pikes Peak International Raceway
- Richmond International Raceway
- Kansas Speedway
- Nashville Superspeedway
- Michigan International Speedway
- Kentucky Speedway
- Gateway International Raceway
- Chicagoland Speedway